# Karl August Schapper

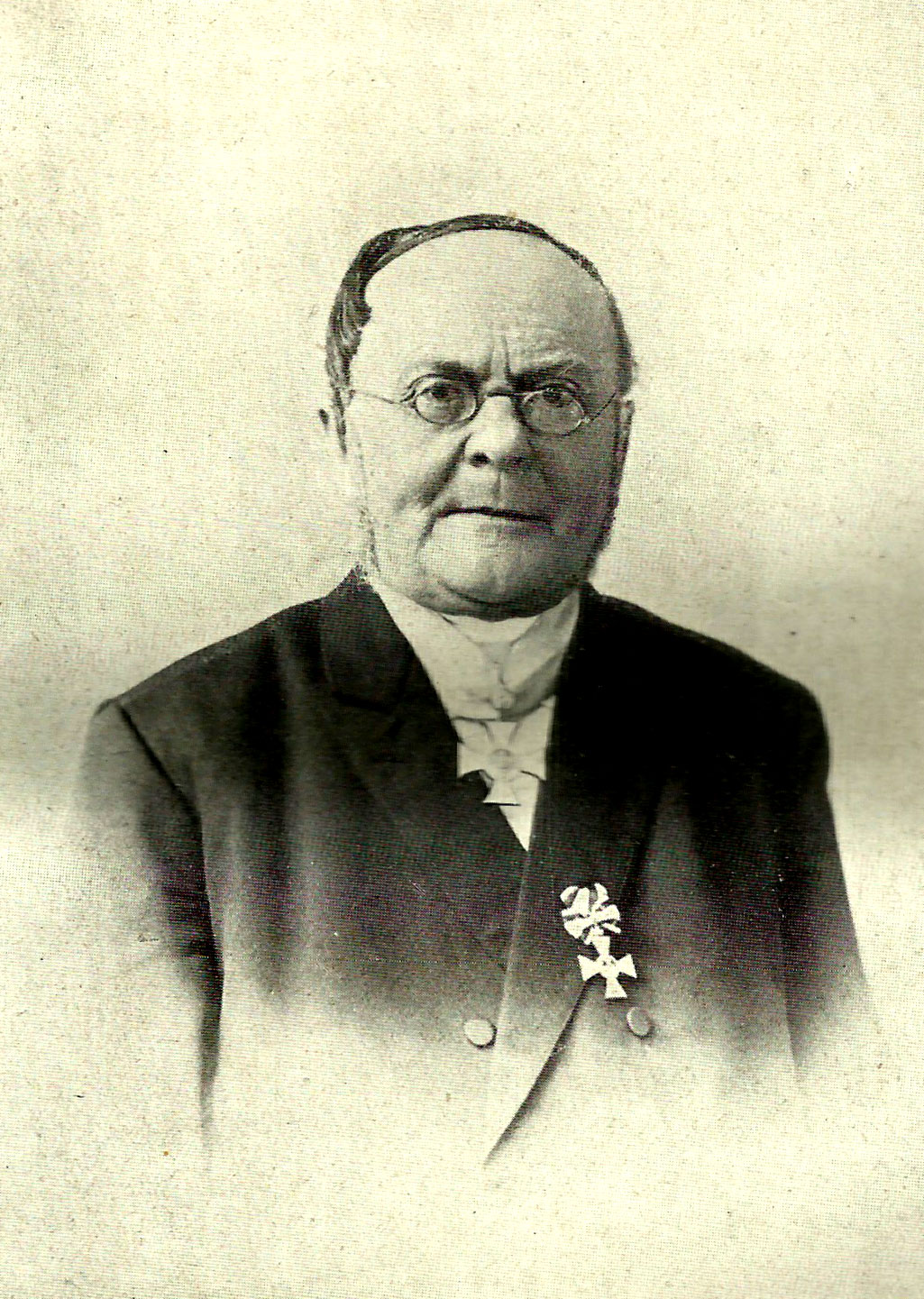
Karl August Schapper, um 1892

Karl August Heinrich Christian Schapper (* 6. Januar 1815 in Niederkleen bei Wetzlar; † 20. August 1898 in Wernigerode) war ein evangelischer Theologe und Predigerseminardirektor.

## Leben
Karl August Heinrich Christian wurde als Sohn des Pfarrers in Niederkleen, Friedrich Christian Schapper (* 21. August 1776 in Rettert; † 28. Dezember 1840 in Niederkleen) und dessen Frau Sophia Wilhelmine Cunz, (* 27. September 1778, † 8. April 1850 Münster am Stein), geboren. Bis zu seinem 14. Lebensjahr erhielt er Unterricht bei seinem Vater und besuchte dann bis zum Abitur 1833 das Königliche Gymnasium in Wetzlar. Nach dem Studium der Theologie in Gießen, Halle und Bonn legte er seine theologischen Examina in Bonn (1837) und am Konsistorium der Rheinprovinz in Koblenz (1838) ab, um dann zwecks praktisch-theologischer Weiterbildung das Predigerseminar in Wittenberg zu besuchen.
Im Jahre 1842 bekam Schapper nach seiner Ordination eine Hilfspredigerstelle in Waldböckelheim an der Nahe zugewiesen, von der aus er 1845 auf die Pfarrstelle in Münster am Stein wechselt. 1851 übernahm er die Pfarrstelle in Kleinrechtenbach, der Heimat seiner Ehefrau.
Für wenige Jahre wurde Schapper dann Politiker: der Oberpräsident der Rheinprovinz, Hans Hugo von Kleist-Retzow, berief ihn 1857 zum Regierungs- und Schulrat in Koblenz.
Schapper aber war zu sehr eigentlicher Theologe, und so kam ihm 1860 die Berufung nach Wittenberg als Oberpfarrer an der Stadtkirche, zum Superintendenten des Kirchenkreises Wittenberg und zum Direktor des Königlichen Predigerseminars mehr als gelegen. Er zog mit seinen Kindern ins Bugenhagenhaus, nahm die ephoralen Kirchenleitungsaufgaben war, widmete sich viel mehr jedoch den jungen Theologen und angehenden Pfarrern des Predigerseminars, als dessen Professor er vor allem die exegetischen Fächer und die praktische Theologie lehrte. Am 31. Oktober 1865 verlieh ihm die Theologische Fakultät der Universität Halle-Wittenberg die Ehrendoktorwürde.
Aus gesundheitlichen Gründen ließ Schapper sich 1866 als Superintendent nach Groß Rosenburg bei Calbe versetzen, wo er bis zu seiner Emeritierung im Jahre 1892 amtierte. In diesem Jahr erhielt er anlässlich seines 50. Ordinationsjubiläums den Königlichen Kronenorden 2. Klasse.
Karl August Schapper starb in seinem Ruhestandswohnort im Harz.

## Familie
Schapper heiratete am 8. September 1842 in Kleinrechtenbach Ludovica Amalia Christiane Weinrich (* 28. Juli 1816 in Kleinrechtenbach; † 2. August 1856 ebenda), der Tochter des Pfarrers in Kleinrechtenbach Ludwig Alexander Theodor Weinrich (* 16. Juni 1762 in Weilburg an der Lahn; † 20. Mai 1830 in Kleinrechtenbach) und dessen Frau Johannette Elisabeth Maria (geb. Kayser, * 5. Februar 1770 in Hestrich bei Esch; † 4. November 1848 in Kleinrechtenbach). Gemeinsam hatten sie sechs Kinder, die der Vater nach dem frühen Tod der Mutter 1856 alleine versorgte:
1. Anna Sophia Schapper, (* Waldböckelheim 1. August 1843, † 21. September 1928 in Berlin), ⚭ 25. Oktober 1864 in Wittenberg mit dem Pfarrer in Pustamin/Pommern, später in Wolmirsleben, Otto Friedrich Johannes Büchsel (* 8. Mai 1836 in Stralsund; † 17. Juli 1896 in Wolmirsleben)[1]
2. Wilhelmina Amalie Schapper, (* 22. Februar 1845 in Waldböckelheim; † 6. März 1924 in Stolp/Pommern), ⚭ 27. April 1865 in Wittenberg mit dem vierten Diakon an der Stadtkirche Wittenberg, später 1876 Pfarrer und Superintendent in Elberfeld, Karl August Edmund Koch (* 29. April 1836 in Forsthaus Heidekrug bei Guben; † 31. Januar 1910 in Wernigerode-Nöschenrode)[2]
3. Klara Maria Florentine Schapper (* 14. Mai 1846 Münster am Stein; † 1939 in Großrechtenbach), ⚭ Groß-Rosenburg bei Calbe 09.10.1870 mit dem Gymnasialprofessor in Frankfurt/Main Prof. Dr. Gustav August Eduard Weber (* 17. Juni 1843 in Gießen; † 16. Januar 1923 in Honnef am Rhein)[3]
4. Lydia Johanna Therese Christiane Schapper, (* 12. Juli 1847 in Münster am Stein; † 25. März 1919 in Berlin-Wilmersdorf), ⚭ 9. August 1868 in Groß Rosenburg mit dem Pfarrer in Gatterstedt Johannes Adolf Paul Leopold Schönfeld (* 31. März 1843 in Kobylin bei Krotoschin; † 26. Januar 1894 in Gatterstädt)[4]
5. Karl Theodor Friedrich Schapper, (* 4. Mai 1849 in Münster  am  Stein; † 10. Januar 1932 in Groß Möringen), Dr. phil., Pfr. Groß Möringen, ⚭ I. 24. Oktober 1878 in Barby mit Johanna Charlotte Agnes Mathilde Krummacher (* 28. Juli 1857 in Halberstadt; † 19. September 1880 in Groß Möringen), die Tochter des Pfarrers in Barby Cornelius Friedrich Adolph Krummacher und seiner Frau Emma Anna Adelheid Schmidt[5], ⚭ II. 10. Oktober 1882 Ida Anna Elisabeth Zitzke (* 19. November 1850 in Reetz bei Arnswalde; † 27. September 1940 in Groß Möringen), Tochter des Lehrers in Reetz Julius Zitzke und dessen Frau Albertine Berndt
6. Theodor Ludwig Friedrich Schapper, (* 21. Mai 1850 in Münster am Stein; † 20. August 1921 in Gotha), ⚭ 2. Juni 1887 in Berlin mit Auguste Barkhausen, (* 6. Mai 1864)

Karl August Schapper war ein Cousin des nassauischen Revolutionärs und Arbeiterführers Karl Schapper (1812–1870). Zudem war er ein Großonkel des NS-Opfers Elisabeth Müller (1875–1945), sowie Großvater des NS-Widerstandskämpfers Karl Schapper (1879–1941), des Nachrichtendienstleiters Gottfried Schapper (1888–1962) und des Propstes der Altmark Helmut Schapper (1891–1976).